# Hans Brückner (Autor)
Hans Brückner (* 6. Oktober 1897 in München; † 6. April 1941 ebenda) war ein deutscher Musikschriftsteller, Komponist und Herausgeber in der Zeit des Nationalsozialismus. Er verstand sich – ähnlich wie Fritz Stege – als selbsternannter „Kulturzensor“, der mit seiner publizistischen Tätigkeit die Umgestaltung der Musikproduktion und -darbietung im Sinne der NS-Ideologie unterstützte.

## Leben
Brückner war Soldat im Ersten Weltkrieg gewesen und betätigte sich zu Beginn seiner Karriere als Autor von Operetten-Liedern für Provinzbühnen. Zum 1. August 1928 trat er der NSDAP bei (Mitgliedsnummer 95.908). Als Verleger und Chefredakteur des von ihm gegründeten Kampfblatts Das Deutsche Podium mit dem Untertitel Fachblatt für Unterhaltungsmusik und Musik-Gaststätten hetzte er insbesondere gegen die in Deutschland populäre Jazzmusik, gegen Farbige und Juden; sein Vorbild war dabei der Schreibstil von Julius Streicher (Der Stürmer), mit dem er befreundet war. Er schrieb neben antisemitischen Hetzartikeln („Wie sie lügen“) mit der Streicher-Vertrauten Christa Maria Rock das Buch Musikalisches Juden-ABC, was „der Versuch einer ausschließlich den Musikbereich umfassenden Auflistung von Komponisten, Librettisten, Musikern, Sängern, Textdichtern, Musikschriftstellern und Musikwissenschaftlern jüdischer Herkunft“ darstellte.
So diffamierte Brückner auf perfide Weise und unter Verwendung der NS-Rassentypologie den Komponisten Darius Milhaud:

„Sein quadratischer Schädel mit derbsinnlichen Formen und tückischem Blick verrät ihn ebenso, wie sein echtjüdischer Egoismus. Genau so hart und brutal, wie seine Selbstsucht sich im Leben erwies, sind auch seine Harmonien, die Mittel der Polytonalität, bei reichlicher Verwendung diatonischer Thematik.“

Mit seinen Nachforschungen strebte Brückner an, den Ausschluss aller „Judenstämigen, Mischlinge, jüdisch Versippten und jüdisch Infiltrierten“ aus dem ‚deutschen‘ Musikleben voranzutreiben. Michael H. Kater schrieb in seinem Buch zum Gewagtes Spiel – Jazz im Nationalsozialismus: „Seiner Ansicht nach war die antisemitische Politik des Regimes nicht ausreichend und schnell genug, vor allem verärgerte ihn die Tatsache, daß die RMK-Säuberung jüdischer Tanz- und Jazzmusiker unter Verzögerungen und bürokratischer Unfähigkeit litt. Deshalb widmete er seine Verlegerkarriere dem Ziel, so viele »Musikjuden« wie möglich zu entlarven und aus dem Geschäft zu vertreiben“. In der Buchpublikation behauptete Brückner, zu einer besonderen „Judenriecherei“ befähigt zu sein, die sich vor allem „in dem Entlarven der ‚Tarnnamen‘ austobt“. Das Vorwort Brückners sagt:

„So möge denn der Jude daran gehen, sich auf seine Kultur und seine Musik zu besinnen. Wir Deutsche sind bereits daran gegangen, ihm die dazu gehörige Zeit zu verschaffen, und wir sind für uns damit beschäftigt, unsere deutsche Musik zurückzuführen zum deutschen Geiste und zu der uns angestammten Art.“

Mit seinen denunziatorischen Aktivitäten ignorierte Brücker die nach dem Röhm-Putsch 1934 erlassene Führerentscheidung, dass die weitere Nationalisierungspolitik nicht durch selbständige Tätigkeit der Parteimitglieder, sondern in einem angemessenen bürokratischen Verfahren erfolgen solle. „Brückner jedoch unterstützte den Antisemitismus an der Basis; seine Reporter zerrten jüdische Musiker von der Bühne und beschimpften sie unter dem Vorwurf, »arische« Deutsche zu verdrängen, in seiner Zeitung.“ Zu den Opfern seines Kreuzzuges gehörte u. a. der Geiger Paul Weinapel, der 1935 in der Berliner Sherbini-Bar arbeitete. Auf Brückners Druck im Deutschen Podium wurde Weinapels Pianist entlassen und durch Fritz Schulz ersetzt. Brückner zerrte außerdem mit seinen Nachforschungen die „nichtarische“ Herkunft des Bandleaders James Kok ans Licht.
Ein weiteres Opfer von Brückners Verleumdungen war wegen seines jüdisch klingenden Namens der deutsch-amerikanische Gitarrist Harald M. Kirchstein, Mitbegründer des erfolgreichen Jazzseptetts Goldene Sieben. „Da Kirchstein, dessen Mutter polnischer Abstammung war, seine »arische« Herkunft den Nazibehörden nicht beweisen konnte, verschwand er 1937 eines Tages mit Unterstützung Georg Haentzschels 1937 über Nacht aus Deutschland [...]“. Gegenstand von Brückners Attacken waren auch die Leiter der großen Tanz- und Unterhaltungsorchester, die Swingnummern jüdischer Komponisten (etwa von Irving Berlin und George Gershwin) in ihrem Repertoire hatten. So wurden die Bandleader Hans Rehmstedt und Kurt Widmann 1937 von Brückner verwarnt. „Gegenargumente, daß Zuhörer solche Musik häufig verlangten, wurden mit der Begründung zurückgewiesen, daß es die Pflicht »arischer« Musiker sei, ihr Publikum durch stetige Vorführung nichtjüdischer Programme zu erziehen.“
Da Brückner in der Partei wenige Freunde hatte, reagierte die Öffentlichkeit des NS-Staats eher reserviert, der Völkische Beobachter mit einer Besprechung sogar ablehnend. Dies hing vor allem mit den vielen Fehlern der ersten Auflage zusammen, was dazu führte, dass bei der Reichskulturkammer zahlreiche Beschwerden eingingen. Brückner und Rock hatten u. a. Max Bruch als Juden bezeichnet; sie behaupteten ferner, der Dirigent Erich Kleiber heiße eigentlich Klaiber, was auf seine jüdische Herkunft hinweisen solle. Bei den NS-Behörden galt Brückner durch seine Aktivitäten als „einfältiger Fanatiker, der nur Ärger bereitet [...] Dass nun ausgerechnet dieser Brückner dem Jazz den Kampf angesagt hat, scheint für Teddy Stauffer und seine Kollegen eine gewisse Schutzfunktion“ gehabt zu haben: Hinzu kam, dass Brückner und andere Gefolgsleute anstatt des Jazz Tanzmusik propagierten, „was selbst in hohen Parteikreisen nur Gähnen hervorrief“. Joseph Goebbels schrieb im November 1935, von einer Veranstaltung mit Deutschen Tänzen kommend, in sein Tagebuch: „Da kann man nur sagen: >Zurück zum Jazz<. Ein furchtbarer, aufgeblasener Dilettantismus. Ich habe gelitten.“
Vor allem die Beschwerde von Ralph Benatzky darüber, dass Brückner ihn für einen Juden halte, bewog Goebbels dazu, von den Autoren eine revidierte zweite Auflage zu verlangen, die 1936 erschien. Unter großen finanziellen Opfern brachte Brückner 1938 eine dritte, revidierte Fassung heraus. 1941 veröffentlichte die Reichsleitung der NSDAP ihr eigens beglaubigtes Lexikon der Juden in der Musik; allerdings wurden Jazzmusiker diesmal demonstrativ ausgenommen.
Hans Brückner, der in München lebte, schrieb außerdem eine Reihe von Schlagern und Unterhaltungsmusik, wie „Das Sommerfest“, „Grüße aus der Ferne“, „Herrgott, beschütz’ den deutschen Rhein“ oder „Was der alte Strandkorb träumt“; nach Ansicht von Oliver Hilmes „allesamt ungelenke Stücke voll kitschiger Groschenheftromantik.“

## Schriften (Auswahl)
- mit Christa Maria Rock (Hrsg.): Judentum und Musik – mit einem ABC jüdischer und nichtarischer Musikbeflissene. 3. Aufl., München: Brückner, 1938, (1. Aufl. 1935, 2. Aufl. 1936)